# Powell (Alabama)
Powell es un pueblo ubicado en el condado de DeKalb en el estado estadounidense de Alabama. En el censo de 2000, su población era de 926.

## Demografía
En el 2000 la renta per cápita promedia del hogar era de $ 22.857$, y el ingreso promedio para una familia era de 25.000$. El ingreso per cápita para la localidad era de 17.399$. Los hombres tenían un ingreso per cápita de 22.308$ contra 17.250$ para las mujeres.

## Geografía
Powell está situado en 34°32′1″N 85°53′41″O / 34.53361, -85.89472 (34.533483, -85.894598).
Según la Oficina del Censo de los EE. UU., la ciudad tiene un área total de 4.95 millas cuadradas (12.81 km²).